# Luxu
Luxu (kinesiska: 露圩镇, 露圩) är en köping i Kina. Den ligger i den autonoma regionen Guangxi, i den södra delen av landet, omkring 76 kilometer öster om regionhuvudstaden Nanning. Antalet invånare är 22920. Befolkningen består av 10 944 kvinnor och 11 976 män. Barn under 15 år utgör 27,0 %, vuxna 15-64 år 59 %, och äldre över 65 år 13,0 %.
Genomsnittlig årsnederbörd är 2 217 millimeter. Den regnigaste månaden är juli, med i genomsnitt 400 mm nederbörd, och den torraste är januari, med 45 mm nederbörd.